# 中国石蒜
中国石蒜（学名：Lycoris chinensis）是石蒜科石蒜属的植物，是中国的特有植物。分布于中国大陆的河南、浙江、江苏等地，生长于海拔800米的地区，一般生长在山坡阴湿处，目前尚未由人工引种栽培。